# 26 février 1948
Le jeudi 26 février 1948 est le 57e jour de l'année 1948.

## Naissances
- Jean-Michel Bismut, mathématicien français ;
- Václav Blahna, pilote automobile tchécoslovaque de rallyes ;
- Michèle Goslar, professeure, écrivaine et biographe belge ;
- Kim Jang-soo, homme politique sud-coréen ;
- Sharyn McCrumb, écrivain américaine ;
- Gilbert Ngbanda te Boyiko te Tenge, professeur et personnalité politique de la République démocratique du Congo ;
- Djuro Šorgić (mort le 21 octobre 2012), footballeur croate.

## Décès
- Emmanuel Cateland (né le 9 juillet 1876), architecte français.

## Événements
- Sortie du film Monsieur Verdoux.
- Création de l'association scientifique allemande Société Max-Planck.